# Miguel Portas
Pour les articles homonymes, voir Portas (homonymie).
Miguel Portas, (1er mai 1958 à Lisbonne, Portugal - 24 avril 2012 à Anvers, Belgique), est un député européen portugais. Membre du Bloc de gauche, il fit partie du groupe Gauche unitaire européenne/Gauche verte nordique. Il fut vice-président de la commission spéciale sur la crise financière, économique et sociale, et membre de la commission des budgets et de la Commission spéciale sur les défis politiques et les ressources budgétaires pour une Union européenne durable après 2013.

## Biographie
Licencié en Sciences Économiques, pour le "Instituto Superior de Economia e Gestão" (Lisbonne), en 1986, a été animateur culturel dans le comté de Ourique (1984), animateur socioculturel et formateur dans l'Algarve en tant qu'agents de développement (1987). Déplacement sur une carrière de journaliste, a été directeur du magazine culturel de contraste (1986) et, après qu'il a été embauché comme rédacteur en chef de l'hebdomadaire L'Express (1988), était chef du service étranger de son journal (1992-1994). Il a également dirigé l'hebdomadaire (1996), était un journaliste pour le magazine Life mondiale (1998-1999), et le chroniqueur Nouvelles quotidiennes (2000-2006) et le Soleil hebdomadaire (2008-2012). Il a été coauteur et animateur de deux séries de documentaires de télévision, "Océan Indien" (2000) et "Périple" (2004), sur la Méditerranée. Il avait trois livres publiés : Et le reste est du paysage (2002), chroniques, essais et interviews, Le Labyrinthe (2006) sur le Liban et Périple (2009), dédiée à la Méditerranée.
Arrêté par la PIDE à 15 ans pour la participation dans le mouvement associatif des étudiants dans l'enseignement secondaire à Lisbonne, a rejoint l'Union des étudiants communistes de la PCP (1973), atteignant le Comité central un an plus tard. A présidé l'Association des étudiantes et étudiants de la School of Economics et a coordonné la réunion inter-secrétariat des associations. Il a quitté la PCP en 1989, après le premier processus d'expulsions partie déclenchées par la perestroïka. Entre 1990 et 1991 a été un conseiller du maire de Lisbonne sur les affaires culturelles et de la planification urbaine. Il était un des fondateurs de la plate-forme de la gauche, dissous deux ans plus tard. En 1994, crée la politique, XXI qui regroupe les membres de la Plate-forme de la gauche, le MDP et indépendante des manifestations contre les frais de scolarité dans l'enseignement supérieur. Le XXI était une politique de formation, avec PSR, UDP et indépendante, donnant lieu à du Bloc de Gauche en 1999. En ÊTRE était à la tête de la liste pour les élections européennes en 1999, l'obtention de 1,74 % des voix et candidats pour le conseil municipal à Lisbonne en 2001. Il a été élu au Parlement en 2004 à 4,92 % et a été réélu en 2009, avec 10,73 %, l'élection de trois députés. Il a été membre du comité du budget et vice-président de la Commission spéciale du Parlement européen sur la. Financière, économique et social
Miguel Portas était le fils de Nuno Portas, architecte, et Hélène de Sacadura, économiste et journaliste, frère de Paulo Portas, politicien, demi-frère Catarina Portas, journaliste et entrepreneur. Il a également été petit-neveu de l'Aviator Sacadura Cabral. Il a laissé deux fils, Andrew et Frederick Gates. Ana Maria Isabel Soromenho Gorjão Henriques (Lisbonne, Sao Sebastiao da Pedreira 20 novembre, 1964) a eu un fils, Frédéric de Sacadura Gorjão Henriques, (Lisbonne, Sao Sebastiao da Pedreira, le 15 mai 1996). 
Miguel Portas meurt le 24 avril 2012 à 53 ans d'un cancer du poumon détecté en 2010.